# Влашко-илирска регимента
Влашко-илирска регимента, односно Влашко-илирски пук била је погранична војно-управна област у саставу Банатске војне крајине у Хабзбуршкој монархији. Постојала је од 1776. до 1845. године, када је подељена на две посебне регименте, Влашко-банатску и Илирско-банатску. Налазила се у југоисточном делу Тамишког Баната, а простирала се дуж реке Дунава и Черне. Назив је добила по Власима (Румунима) и Илирима (Србима), који су чинили два најбројнија народа на тим просторима.

## Историја
Влашко-илирска регимента је настала 1776. године, спајањем старе Илирске регименте (основана 1764. године) са Влашким батаљоном (основан 1769. године). Почевши од 1802. године, добила је и региментски број, те је од тада позната као XIII Влашко-илирска регимента. Потом је 1838. године у склопу ове регименте основан посебан Илирски батаљон са седиштем у Белој Цркви, који је 1845. године реорганизован у посебну Илирско-банатску регименту, док је остатак дотадашње Влашко-илирске регименте преименован у Влашко-банатску регименту.